# French Lover (film, 1984)
Pour les articles homonymes, voir French Lover et French.
Pour plus de détails, voir Fiche technique et Distribution.
French Lover (Until September) est un film américain réalisé par Richard Marquand, sorti en 1984.

## Synopsis
Pour Mo Alexander (Karen Allen), Paris n'était qu'un arrêt imprévu dans son excursion estivale en Europe, jusqu'à ce qu'elle rencontre un Français séduisant (Thierry Lhermitte) qui envoûte son cœur d'un simple regard de ses yeux bleus. Mais le beau Français est marié, va t-il renoncer à sa riche épouse pour vivre avec la belle Américaine ?

## Fiche technique
- Titre : French Lover
- Titre original : Until September
- Réalisation : Richard Marquand, assisté de John Lvoff
- Scénario : Janice Lee Graham
- Production : Michael Gruskoff
- Société de production : United Artists
- Musique : John Barry
- Photographie : Philippe Welt
- Montage : Sean Barton
- Pays d'origine : États-Unis
- Format : Couleurs - Stéréo
- Genre : Drame, romance
- Durée : 95 minutes
- Date de sortie : 1984
- Affiche : Jouineau Bourduge (France)

## Distribution
- Karen Allen : Mo Alexander
- Thierry Lhermitte : Xavier de la Perouse
- Christopher Cazenove : Philip
- Hutton Cobb : Andrew
- Michael Mellinger : Colonel Viola
- Jean-Claude Montalban : Fonctionnaire de Compagnie aérienne
- Gérard Caillaud : Fonctionnaire de Compagnie aérienne
- Patrick Braoudé : Passant
- Jean-Gabriel Nordmann : Agent de voyage
- Marika Green : Banquier
- Fernand Guiot : Chauffeur de taxi
- Mike Marshall : Ami de Xavier
- Benoît Ferreux : Willager
- Maryam d'Abo : Nathalie
- Françoise Fleury : Secrétaire de Xavier
- Jacques François : M. Mauriac
- Marie-Catherine Conti : Isabelle de La Pérouse